# 4669 Гедер
4669 Гедер (4669 Høder) — астероїд головного поясу, відкритий 27 жовтня 1987 року.
Тіссеранів параметр щодо Юпітера — 3,639.